# Dwuchodówka
Dwuchodówka – zadanie szachowe, w którym białe matują w swoim drugim posunięciu we wszystkich wariantach.
Przykłady dwuchodówek szachowych:
|   | a                                                                           | b                                                                           | c                                                                           | d                                                                           | e                                                                           | f                                                                           | g                                                                           | h                                                                           |   |
| 8 | a8 – Czarny król · b7 – Biała wieża · a6 – Czarny skoczek · b6 – Biały król | a8 – Czarny król · b7 – Biała wieża · a6 – Czarny skoczek · b6 – Biały król | a8 – Czarny król · b7 – Biała wieża · a6 – Czarny skoczek · b6 – Biały król | a8 – Czarny król · b7 – Biała wieża · a6 – Czarny skoczek · b6 – Biały król | a8 – Czarny król · b7 – Biała wieża · a6 – Czarny skoczek · b6 – Biały król | a8 – Czarny król · b7 – Biała wieża · a6 – Czarny skoczek · b6 – Biały król | a8 – Czarny król · b7 – Biała wieża · a6 – Czarny skoczek · b6 – Biały król | a8 – Czarny król · b7 – Biała wieża · a6 – Czarny skoczek · b6 – Biały król | 8 |
| 7 | a8 – Czarny król · b7 – Biała wieża · a6 – Czarny skoczek · b6 – Biały król | a8 – Czarny król · b7 – Biała wieża · a6 – Czarny skoczek · b6 – Biały król | a8 – Czarny król · b7 – Biała wieża · a6 – Czarny skoczek · b6 – Biały król | a8 – Czarny król · b7 – Biała wieża · a6 – Czarny skoczek · b6 – Biały król | a8 – Czarny król · b7 – Biała wieża · a6 – Czarny skoczek · b6 – Biały król | a8 – Czarny król · b7 – Biała wieża · a6 – Czarny skoczek · b6 – Biały król | a8 – Czarny król · b7 – Biała wieża · a6 – Czarny skoczek · b6 – Biały król | a8 – Czarny król · b7 – Biała wieża · a6 – Czarny skoczek · b6 – Biały król | 7 |
| 6 | a8 – Czarny król · b7 – Biała wieża · a6 – Czarny skoczek · b6 – Biały król | a8 – Czarny król · b7 – Biała wieża · a6 – Czarny skoczek · b6 – Biały król | a8 – Czarny król · b7 – Biała wieża · a6 – Czarny skoczek · b6 – Biały król | a8 – Czarny król · b7 – Biała wieża · a6 – Czarny skoczek · b6 – Biały król | a8 – Czarny król · b7 – Biała wieża · a6 – Czarny skoczek · b6 – Biały król | a8 – Czarny król · b7 – Biała wieża · a6 – Czarny skoczek · b6 – Biały król | a8 – Czarny król · b7 – Biała wieża · a6 – Czarny skoczek · b6 – Biały król | a8 – Czarny król · b7 – Biała wieża · a6 – Czarny skoczek · b6 – Biały król | 6 |
| 5 | a8 – Czarny król · b7 – Biała wieża · a6 – Czarny skoczek · b6 – Biały król | a8 – Czarny król · b7 – Biała wieża · a6 – Czarny skoczek · b6 – Biały król | a8 – Czarny król · b7 – Biała wieża · a6 – Czarny skoczek · b6 – Biały król | a8 – Czarny król · b7 – Biała wieża · a6 – Czarny skoczek · b6 – Biały król | a8 – Czarny król · b7 – Biała wieża · a6 – Czarny skoczek · b6 – Biały król | a8 – Czarny król · b7 – Biała wieża · a6 – Czarny skoczek · b6 – Biały król | a8 – Czarny król · b7 – Biała wieża · a6 – Czarny skoczek · b6 – Biały król | a8 – Czarny król · b7 – Biała wieża · a6 – Czarny skoczek · b6 – Biały król | 5 |
| 4 | a8 – Czarny król · b7 – Biała wieża · a6 – Czarny skoczek · b6 – Biały król | a8 – Czarny król · b7 – Biała wieża · a6 – Czarny skoczek · b6 – Biały król | a8 – Czarny król · b7 – Biała wieża · a6 – Czarny skoczek · b6 – Biały król | a8 – Czarny król · b7 – Biała wieża · a6 – Czarny skoczek · b6 – Biały król | a8 – Czarny król · b7 – Biała wieża · a6 – Czarny skoczek · b6 – Biały król | a8 – Czarny król · b7 – Biała wieża · a6 – Czarny skoczek · b6 – Biały król | a8 – Czarny król · b7 – Biała wieża · a6 – Czarny skoczek · b6 – Biały król | a8 – Czarny król · b7 – Biała wieża · a6 – Czarny skoczek · b6 – Biały król | 4 |
| 3 | a8 – Czarny król · b7 – Biała wieża · a6 – Czarny skoczek · b6 – Biały król | a8 – Czarny król · b7 – Biała wieża · a6 – Czarny skoczek · b6 – Biały król | a8 – Czarny król · b7 – Biała wieża · a6 – Czarny skoczek · b6 – Biały król | a8 – Czarny król · b7 – Biała wieża · a6 – Czarny skoczek · b6 – Biały król | a8 – Czarny król · b7 – Biała wieża · a6 – Czarny skoczek · b6 – Biały król | a8 – Czarny król · b7 – Biała wieża · a6 – Czarny skoczek · b6 – Biały król | a8 – Czarny król · b7 – Biała wieża · a6 – Czarny skoczek · b6 – Biały król | a8 – Czarny król · b7 – Biała wieża · a6 – Czarny skoczek · b6 – Biały król | 3 |
| 2 | a8 – Czarny król · b7 – Biała wieża · a6 – Czarny skoczek · b6 – Biały król | a8 – Czarny król · b7 – Biała wieża · a6 – Czarny skoczek · b6 – Biały król | a8 – Czarny król · b7 – Biała wieża · a6 – Czarny skoczek · b6 – Biały król | a8 – Czarny król · b7 – Biała wieża · a6 – Czarny skoczek · b6 – Biały król | a8 – Czarny król · b7 – Biała wieża · a6 – Czarny skoczek · b6 – Biały król | a8 – Czarny król · b7 – Biała wieża · a6 – Czarny skoczek · b6 – Biały król | a8 – Czarny król · b7 – Biała wieża · a6 – Czarny skoczek · b6 – Biały król | a8 – Czarny król · b7 – Biała wieża · a6 – Czarny skoczek · b6 – Biały król | 2 |
| 1 | a8 – Czarny król · b7 – Biała wieża · a6 – Czarny skoczek · b6 – Biały król | a8 – Czarny król · b7 – Biała wieża · a6 – Czarny skoczek · b6 – Biały król | a8 – Czarny król · b7 – Biała wieża · a6 – Czarny skoczek · b6 – Biały król | a8 – Czarny król · b7 – Biała wieża · a6 – Czarny skoczek · b6 – Biały król | a8 – Czarny król · b7 – Biała wieża · a6 – Czarny skoczek · b6 – Biały król | a8 – Czarny król · b7 – Biała wieża · a6 – Czarny skoczek · b6 – Biały król | a8 – Czarny król · b7 – Biała wieża · a6 – Czarny skoczek · b6 – Biały król | a8 – Czarny król · b7 – Biała wieża · a6 – Czarny skoczek · b6 – Biały król | 1 |
|   | a                                                                           | b                                                                           | c                                                                           | d                                                                           | e                                                                           | f                                                                           | g                                                                           | h                                                                           |   |

Rozwiązanie: [1.Wd7!]
(zaznacz tekst pomiędzy nawiasami, aby zobaczyć rozwiązanie)
|   | a                                                                                               | b                                                                                               | c                                                                                               | d                                                                                               | e                                                                                               | f                                                                                               | g                                                                                               | h                                                                                               |   |
| 8 | h7 – Biały goniec · f6 – Biały hetman · g5 – Czarny pionek · g4 – Czarny król · f2 – Biały król | h7 – Biały goniec · f6 – Biały hetman · g5 – Czarny pionek · g4 – Czarny król · f2 – Biały król | h7 – Biały goniec · f6 – Biały hetman · g5 – Czarny pionek · g4 – Czarny król · f2 – Biały król | h7 – Biały goniec · f6 – Biały hetman · g5 – Czarny pionek · g4 – Czarny król · f2 – Biały król | h7 – Biały goniec · f6 – Biały hetman · g5 – Czarny pionek · g4 – Czarny król · f2 – Biały król | h7 – Biały goniec · f6 – Biały hetman · g5 – Czarny pionek · g4 – Czarny król · f2 – Biały król | h7 – Biały goniec · f6 – Biały hetman · g5 – Czarny pionek · g4 – Czarny król · f2 – Biały król | h7 – Biały goniec · f6 – Biały hetman · g5 – Czarny pionek · g4 – Czarny król · f2 – Biały król | 8 |
| 7 | h7 – Biały goniec · f6 – Biały hetman · g5 – Czarny pionek · g4 – Czarny król · f2 – Biały król | h7 – Biały goniec · f6 – Biały hetman · g5 – Czarny pionek · g4 – Czarny król · f2 – Biały król | h7 – Biały goniec · f6 – Biały hetman · g5 – Czarny pionek · g4 – Czarny król · f2 – Biały król | h7 – Biały goniec · f6 – Biały hetman · g5 – Czarny pionek · g4 – Czarny król · f2 – Biały król | h7 – Biały goniec · f6 – Biały hetman · g5 – Czarny pionek · g4 – Czarny król · f2 – Biały król | h7 – Biały goniec · f6 – Biały hetman · g5 – Czarny pionek · g4 – Czarny król · f2 – Biały król | h7 – Biały goniec · f6 – Biały hetman · g5 – Czarny pionek · g4 – Czarny król · f2 – Biały król | h7 – Biały goniec · f6 – Biały hetman · g5 – Czarny pionek · g4 – Czarny król · f2 – Biały król | 7 |
| 6 | h7 – Biały goniec · f6 – Biały hetman · g5 – Czarny pionek · g4 – Czarny król · f2 – Biały król | h7 – Biały goniec · f6 – Biały hetman · g5 – Czarny pionek · g4 – Czarny król · f2 – Biały król | h7 – Biały goniec · f6 – Biały hetman · g5 – Czarny pionek · g4 – Czarny król · f2 – Biały król | h7 – Biały goniec · f6 – Biały hetman · g5 – Czarny pionek · g4 – Czarny król · f2 – Biały król | h7 – Biały goniec · f6 – Biały hetman · g5 – Czarny pionek · g4 – Czarny król · f2 – Biały król | h7 – Biały goniec · f6 – Biały hetman · g5 – Czarny pionek · g4 – Czarny król · f2 – Biały król | h7 – Biały goniec · f6 – Biały hetman · g5 – Czarny pionek · g4 – Czarny król · f2 – Biały król | h7 – Biały goniec · f6 – Biały hetman · g5 – Czarny pionek · g4 – Czarny król · f2 – Biały król | 6 |
| 5 | h7 – Biały goniec · f6 – Biały hetman · g5 – Czarny pionek · g4 – Czarny król · f2 – Biały król | h7 – Biały goniec · f6 – Biały hetman · g5 – Czarny pionek · g4 – Czarny król · f2 – Biały król | h7 – Biały goniec · f6 – Biały hetman · g5 – Czarny pionek · g4 – Czarny król · f2 – Biały król | h7 – Biały goniec · f6 – Biały hetman · g5 – Czarny pionek · g4 – Czarny król · f2 – Biały król | h7 – Biały goniec · f6 – Biały hetman · g5 – Czarny pionek · g4 – Czarny król · f2 – Biały król | h7 – Biały goniec · f6 – Biały hetman · g5 – Czarny pionek · g4 – Czarny król · f2 – Biały król | h7 – Biały goniec · f6 – Biały hetman · g5 – Czarny pionek · g4 – Czarny król · f2 – Biały król | h7 – Biały goniec · f6 – Biały hetman · g5 – Czarny pionek · g4 – Czarny król · f2 – Biały król | 5 |
| 4 | h7 – Biały goniec · f6 – Biały hetman · g5 – Czarny pionek · g4 – Czarny król · f2 – Biały król | h7 – Biały goniec · f6 – Biały hetman · g5 – Czarny pionek · g4 – Czarny król · f2 – Biały król | h7 – Biały goniec · f6 – Biały hetman · g5 – Czarny pionek · g4 – Czarny król · f2 – Biały król | h7 – Biały goniec · f6 – Biały hetman · g5 – Czarny pionek · g4 – Czarny król · f2 – Biały król | h7 – Biały goniec · f6 – Biały hetman · g5 – Czarny pionek · g4 – Czarny król · f2 – Biały król | h7 – Biały goniec · f6 – Biały hetman · g5 – Czarny pionek · g4 – Czarny król · f2 – Biały król | h7 – Biały goniec · f6 – Biały hetman · g5 – Czarny pionek · g4 – Czarny król · f2 – Biały król | h7 – Biały goniec · f6 – Biały hetman · g5 – Czarny pionek · g4 – Czarny król · f2 – Biały król | 4 |
| 3 | h7 – Biały goniec · f6 – Biały hetman · g5 – Czarny pionek · g4 – Czarny król · f2 – Biały król | h7 – Biały goniec · f6 – Biały hetman · g5 – Czarny pionek · g4 – Czarny król · f2 – Biały król | h7 – Biały goniec · f6 – Biały hetman · g5 – Czarny pionek · g4 – Czarny król · f2 – Biały król | h7 – Biały goniec · f6 – Biały hetman · g5 – Czarny pionek · g4 – Czarny król · f2 – Biały król | h7 – Biały goniec · f6 – Biały hetman · g5 – Czarny pionek · g4 – Czarny król · f2 – Biały król | h7 – Biały goniec · f6 – Biały hetman · g5 – Czarny pionek · g4 – Czarny król · f2 – Biały król | h7 – Biały goniec · f6 – Biały hetman · g5 – Czarny pionek · g4 – Czarny król · f2 – Biały król | h7 – Biały goniec · f6 – Biały hetman · g5 – Czarny pionek · g4 – Czarny król · f2 – Biały król | 3 |
| 2 | h7 – Biały goniec · f6 – Biały hetman · g5 – Czarny pionek · g4 – Czarny król · f2 – Biały król | h7 – Biały goniec · f6 – Biały hetman · g5 – Czarny pionek · g4 – Czarny król · f2 – Biały król | h7 – Biały goniec · f6 – Biały hetman · g5 – Czarny pionek · g4 – Czarny król · f2 – Biały król | h7 – Biały goniec · f6 – Biały hetman · g5 – Czarny pionek · g4 – Czarny król · f2 – Biały król | h7 – Biały goniec · f6 – Biały hetman · g5 – Czarny pionek · g4 – Czarny król · f2 – Biały król | h7 – Biały goniec · f6 – Biały hetman · g5 – Czarny pionek · g4 – Czarny król · f2 – Biały król | h7 – Biały goniec · f6 – Biały hetman · g5 – Czarny pionek · g4 – Czarny król · f2 – Biały król | h7 – Biały goniec · f6 – Biały hetman · g5 – Czarny pionek · g4 – Czarny król · f2 – Biały król | 2 |
| 1 | h7 – Biały goniec · f6 – Biały hetman · g5 – Czarny pionek · g4 – Czarny król · f2 – Biały król | h7 – Biały goniec · f6 – Biały hetman · g5 – Czarny pionek · g4 – Czarny król · f2 – Biały król | h7 – Biały goniec · f6 – Biały hetman · g5 – Czarny pionek · g4 – Czarny król · f2 – Biały król | h7 – Biały goniec · f6 – Biały hetman · g5 – Czarny pionek · g4 – Czarny król · f2 – Biały król | h7 – Biały goniec · f6 – Biały hetman · g5 – Czarny pionek · g4 – Czarny król · f2 – Biały król | h7 – Biały goniec · f6 – Biały hetman · g5 – Czarny pionek · g4 – Czarny król · f2 – Biały król | h7 – Biały goniec · f6 – Biały hetman · g5 – Czarny pionek · g4 – Czarny król · f2 – Biały król | h7 – Biały goniec · f6 – Biały hetman · g5 – Czarny pionek · g4 – Czarny król · f2 – Biały król | 1 |
|   | a                                                                                               | b                                                                                               | c                                                                                               | d                                                                                               | e                                                                                               | f                                                                                               | g                                                                                               | h                                                                                               |   |

Rozwiązanie: [1.Hh8!]
(zaznacz tekst pomiędzy nawiasami, aby zobaczyć rozwiązanie)
|   | a | b | c | d | e | f | g | h |   |
| 8 | b7 – Biały hetman · a5 – Biały król · c4 – Czarny pionek · b3 – Czarny pionek · e3 – Czarny pionek · d2 – Czarny król · b1 – Biała wieża · e1 – Biały skoczek | b7 – Biały hetman · a5 – Biały król · c4 – Czarny pionek · b3 – Czarny pionek · e3 – Czarny pionek · d2 – Czarny król · b1 – Biała wieża · e1 – Biały skoczek | b7 – Biały hetman · a5 – Biały król · c4 – Czarny pionek · b3 – Czarny pionek · e3 – Czarny pionek · d2 – Czarny król · b1 – Biała wieża · e1 – Biały skoczek | b7 – Biały hetman · a5 – Biały król · c4 – Czarny pionek · b3 – Czarny pionek · e3 – Czarny pionek · d2 – Czarny król · b1 – Biała wieża · e1 – Biały skoczek | b7 – Biały hetman · a5 – Biały król · c4 – Czarny pionek · b3 – Czarny pionek · e3 – Czarny pionek · d2 – Czarny król · b1 – Biała wieża · e1 – Biały skoczek | b7 – Biały hetman · a5 – Biały król · c4 – Czarny pionek · b3 – Czarny pionek · e3 – Czarny pionek · d2 – Czarny król · b1 – Biała wieża · e1 – Biały skoczek | b7 – Biały hetman · a5 – Biały król · c4 – Czarny pionek · b3 – Czarny pionek · e3 – Czarny pionek · d2 – Czarny król · b1 – Biała wieża · e1 – Biały skoczek | b7 – Biały hetman · a5 – Biały król · c4 – Czarny pionek · b3 – Czarny pionek · e3 – Czarny pionek · d2 – Czarny król · b1 – Biała wieża · e1 – Biały skoczek | 8 |
| 7 | b7 – Biały hetman · a5 – Biały król · c4 – Czarny pionek · b3 – Czarny pionek · e3 – Czarny pionek · d2 – Czarny król · b1 – Biała wieża · e1 – Biały skoczek | b7 – Biały hetman · a5 – Biały król · c4 – Czarny pionek · b3 – Czarny pionek · e3 – Czarny pionek · d2 – Czarny król · b1 – Biała wieża · e1 – Biały skoczek | b7 – Biały hetman · a5 – Biały król · c4 – Czarny pionek · b3 – Czarny pionek · e3 – Czarny pionek · d2 – Czarny król · b1 – Biała wieża · e1 – Biały skoczek | b7 – Biały hetman · a5 – Biały król · c4 – Czarny pionek · b3 – Czarny pionek · e3 – Czarny pionek · d2 – Czarny król · b1 – Biała wieża · e1 – Biały skoczek | b7 – Biały hetman · a5 – Biały król · c4 – Czarny pionek · b3 – Czarny pionek · e3 – Czarny pionek · d2 – Czarny król · b1 – Biała wieża · e1 – Biały skoczek | b7 – Biały hetman · a5 – Biały król · c4 – Czarny pionek · b3 – Czarny pionek · e3 – Czarny pionek · d2 – Czarny król · b1 – Biała wieża · e1 – Biały skoczek | b7 – Biały hetman · a5 – Biały król · c4 – Czarny pionek · b3 – Czarny pionek · e3 – Czarny pionek · d2 – Czarny król · b1 – Biała wieża · e1 – Biały skoczek | b7 – Biały hetman · a5 – Biały król · c4 – Czarny pionek · b3 – Czarny pionek · e3 – Czarny pionek · d2 – Czarny król · b1 – Biała wieża · e1 – Biały skoczek | 7 |
| 6 | b7 – Biały hetman · a5 – Biały król · c4 – Czarny pionek · b3 – Czarny pionek · e3 – Czarny pionek · d2 – Czarny król · b1 – Biała wieża · e1 – Biały skoczek | b7 – Biały hetman · a5 – Biały król · c4 – Czarny pionek · b3 – Czarny pionek · e3 – Czarny pionek · d2 – Czarny król · b1 – Biała wieża · e1 – Biały skoczek | b7 – Biały hetman · a5 – Biały król · c4 – Czarny pionek · b3 – Czarny pionek · e3 – Czarny pionek · d2 – Czarny król · b1 – Biała wieża · e1 – Biały skoczek | b7 – Biały hetman · a5 – Biały król · c4 – Czarny pionek · b3 – Czarny pionek · e3 – Czarny pionek · d2 – Czarny król · b1 – Biała wieża · e1 – Biały skoczek | b7 – Biały hetman · a5 – Biały król · c4 – Czarny pionek · b3 – Czarny pionek · e3 – Czarny pionek · d2 – Czarny król · b1 – Biała wieża · e1 – Biały skoczek | b7 – Biały hetman · a5 – Biały król · c4 – Czarny pionek · b3 – Czarny pionek · e3 – Czarny pionek · d2 – Czarny król · b1 – Biała wieża · e1 – Biały skoczek | b7 – Biały hetman · a5 – Biały król · c4 – Czarny pionek · b3 – Czarny pionek · e3 – Czarny pionek · d2 – Czarny król · b1 – Biała wieża · e1 – Biały skoczek | b7 – Biały hetman · a5 – Biały król · c4 – Czarny pionek · b3 – Czarny pionek · e3 – Czarny pionek · d2 – Czarny król · b1 – Biała wieża · e1 – Biały skoczek | 6 |
| 5 | b7 – Biały hetman · a5 – Biały król · c4 – Czarny pionek · b3 – Czarny pionek · e3 – Czarny pionek · d2 – Czarny król · b1 – Biała wieża · e1 – Biały skoczek | b7 – Biały hetman · a5 – Biały król · c4 – Czarny pionek · b3 – Czarny pionek · e3 – Czarny pionek · d2 – Czarny król · b1 – Biała wieża · e1 – Biały skoczek | b7 – Biały hetman · a5 – Biały król · c4 – Czarny pionek · b3 – Czarny pionek · e3 – Czarny pionek · d2 – Czarny król · b1 – Biała wieża · e1 – Biały skoczek | b7 – Biały hetman · a5 – Biały król · c4 – Czarny pionek · b3 – Czarny pionek · e3 – Czarny pionek · d2 – Czarny król · b1 – Biała wieża · e1 – Biały skoczek | b7 – Biały hetman · a5 – Biały król · c4 – Czarny pionek · b3 – Czarny pionek · e3 – Czarny pionek · d2 – Czarny król · b1 – Biała wieża · e1 – Biały skoczek | b7 – Biały hetman · a5 – Biały król · c4 – Czarny pionek · b3 – Czarny pionek · e3 – Czarny pionek · d2 – Czarny król · b1 – Biała wieża · e1 – Biały skoczek | b7 – Biały hetman · a5 – Biały król · c4 – Czarny pionek · b3 – Czarny pionek · e3 – Czarny pionek · d2 – Czarny król · b1 – Biała wieża · e1 – Biały skoczek | b7 – Biały hetman · a5 – Biały król · c4 – Czarny pionek · b3 – Czarny pionek · e3 – Czarny pionek · d2 – Czarny król · b1 – Biała wieża · e1 – Biały skoczek | 5 |
| 4 | b7 – Biały hetman · a5 – Biały król · c4 – Czarny pionek · b3 – Czarny pionek · e3 – Czarny pionek · d2 – Czarny król · b1 – Biała wieża · e1 – Biały skoczek | b7 – Biały hetman · a5 – Biały król · c4 – Czarny pionek · b3 – Czarny pionek · e3 – Czarny pionek · d2 – Czarny król · b1 – Biała wieża · e1 – Biały skoczek | b7 – Biały hetman · a5 – Biały król · c4 – Czarny pionek · b3 – Czarny pionek · e3 – Czarny pionek · d2 – Czarny król · b1 – Biała wieża · e1 – Biały skoczek | b7 – Biały hetman · a5 – Biały król · c4 – Czarny pionek · b3 – Czarny pionek · e3 – Czarny pionek · d2 – Czarny król · b1 – Biała wieża · e1 – Biały skoczek | b7 – Biały hetman · a5 – Biały król · c4 – Czarny pionek · b3 – Czarny pionek · e3 – Czarny pionek · d2 – Czarny król · b1 – Biała wieża · e1 – Biały skoczek | b7 – Biały hetman · a5 – Biały król · c4 – Czarny pionek · b3 – Czarny pionek · e3 – Czarny pionek · d2 – Czarny król · b1 – Biała wieża · e1 – Biały skoczek | b7 – Biały hetman · a5 – Biały król · c4 – Czarny pionek · b3 – Czarny pionek · e3 – Czarny pionek · d2 – Czarny król · b1 – Biała wieża · e1 – Biały skoczek | b7 – Biały hetman · a5 – Biały król · c4 – Czarny pionek · b3 – Czarny pionek · e3 – Czarny pionek · d2 – Czarny król · b1 – Biała wieża · e1 – Biały skoczek | 4 |
| 3 | b7 – Biały hetman · a5 – Biały król · c4 – Czarny pionek · b3 – Czarny pionek · e3 – Czarny pionek · d2 – Czarny król · b1 – Biała wieża · e1 – Biały skoczek | b7 – Biały hetman · a5 – Biały król · c4 – Czarny pionek · b3 – Czarny pionek · e3 – Czarny pionek · d2 – Czarny król · b1 – Biała wieża · e1 – Biały skoczek | b7 – Biały hetman · a5 – Biały król · c4 – Czarny pionek · b3 – Czarny pionek · e3 – Czarny pionek · d2 – Czarny król · b1 – Biała wieża · e1 – Biały skoczek | b7 – Biały hetman · a5 – Biały król · c4 – Czarny pionek · b3 – Czarny pionek · e3 – Czarny pionek · d2 – Czarny król · b1 – Biała wieża · e1 – Biały skoczek | b7 – Biały hetman · a5 – Biały król · c4 – Czarny pionek · b3 – Czarny pionek · e3 – Czarny pionek · d2 – Czarny król · b1 – Biała wieża · e1 – Biały skoczek | b7 – Biały hetman · a5 – Biały król · c4 – Czarny pionek · b3 – Czarny pionek · e3 – Czarny pionek · d2 – Czarny król · b1 – Biała wieża · e1 – Biały skoczek | b7 – Biały hetman · a5 – Biały król · c4 – Czarny pionek · b3 – Czarny pionek · e3 – Czarny pionek · d2 – Czarny król · b1 – Biała wieża · e1 – Biały skoczek | b7 – Biały hetman · a5 – Biały król · c4 – Czarny pionek · b3 – Czarny pionek · e3 – Czarny pionek · d2 – Czarny król · b1 – Biała wieża · e1 – Biały skoczek | 3 |
| 2 | b7 – Biały hetman · a5 – Biały król · c4 – Czarny pionek · b3 – Czarny pionek · e3 – Czarny pionek · d2 – Czarny król · b1 – Biała wieża · e1 – Biały skoczek | b7 – Biały hetman · a5 – Biały król · c4 – Czarny pionek · b3 – Czarny pionek · e3 – Czarny pionek · d2 – Czarny król · b1 – Biała wieża · e1 – Biały skoczek | b7 – Biały hetman · a5 – Biały król · c4 – Czarny pionek · b3 – Czarny pionek · e3 – Czarny pionek · d2 – Czarny król · b1 – Biała wieża · e1 – Biały skoczek | b7 – Biały hetman · a5 – Biały król · c4 – Czarny pionek · b3 – Czarny pionek · e3 – Czarny pionek · d2 – Czarny król · b1 – Biała wieża · e1 – Biały skoczek | b7 – Biały hetman · a5 – Biały król · c4 – Czarny pionek · b3 – Czarny pionek · e3 – Czarny pionek · d2 – Czarny król · b1 – Biała wieża · e1 – Biały skoczek | b7 – Biały hetman · a5 – Biały król · c4 – Czarny pionek · b3 – Czarny pionek · e3 – Czarny pionek · d2 – Czarny król · b1 – Biała wieża · e1 – Biały skoczek | b7 – Biały hetman · a5 – Biały król · c4 – Czarny pionek · b3 – Czarny pionek · e3 – Czarny pionek · d2 – Czarny król · b1 – Biała wieża · e1 – Biały skoczek | b7 – Biały hetman · a5 – Biały król · c4 – Czarny pionek · b3 – Czarny pionek · e3 – Czarny pionek · d2 – Czarny król · b1 – Biała wieża · e1 – Biały skoczek | 2 |
| 1 | b7 – Biały hetman · a5 – Biały król · c4 – Czarny pionek · b3 – Czarny pionek · e3 – Czarny pionek · d2 – Czarny król · b1 – Biała wieża · e1 – Biały skoczek | b7 – Biały hetman · a5 – Biały król · c4 – Czarny pionek · b3 – Czarny pionek · e3 – Czarny pionek · d2 – Czarny król · b1 – Biała wieża · e1 – Biały skoczek | b7 – Biały hetman · a5 – Biały król · c4 – Czarny pionek · b3 – Czarny pionek · e3 – Czarny pionek · d2 – Czarny król · b1 – Biała wieża · e1 – Biały skoczek | b7 – Biały hetman · a5 – Biały król · c4 – Czarny pionek · b3 – Czarny pionek · e3 – Czarny pionek · d2 – Czarny król · b1 – Biała wieża · e1 – Biały skoczek | b7 – Biały hetman · a5 – Biały król · c4 – Czarny pionek · b3 – Czarny pionek · e3 – Czarny pionek · d2 – Czarny król · b1 – Biała wieża · e1 – Biały skoczek | b7 – Biały hetman · a5 – Biały król · c4 – Czarny pionek · b3 – Czarny pionek · e3 – Czarny pionek · d2 – Czarny król · b1 – Biała wieża · e1 – Biały skoczek | b7 – Biały hetman · a5 – Biały król · c4 – Czarny pionek · b3 – Czarny pionek · e3 – Czarny pionek · d2 – Czarny król · b1 – Biała wieża · e1 – Biały skoczek | b7 – Biały hetman · a5 – Biały król · c4 – Czarny pionek · b3 – Czarny pionek · e3 – Czarny pionek · d2 – Czarny król · b1 – Biała wieża · e1 – Biały skoczek | 1 |
|   | a | b | c | d | e | f | g | h |   |

Rozwiązanie: [1.He4!]
(zaznacz tekst pomiędzy nawiasami, aby zobaczyć rozwiązanie)